# Bolacha

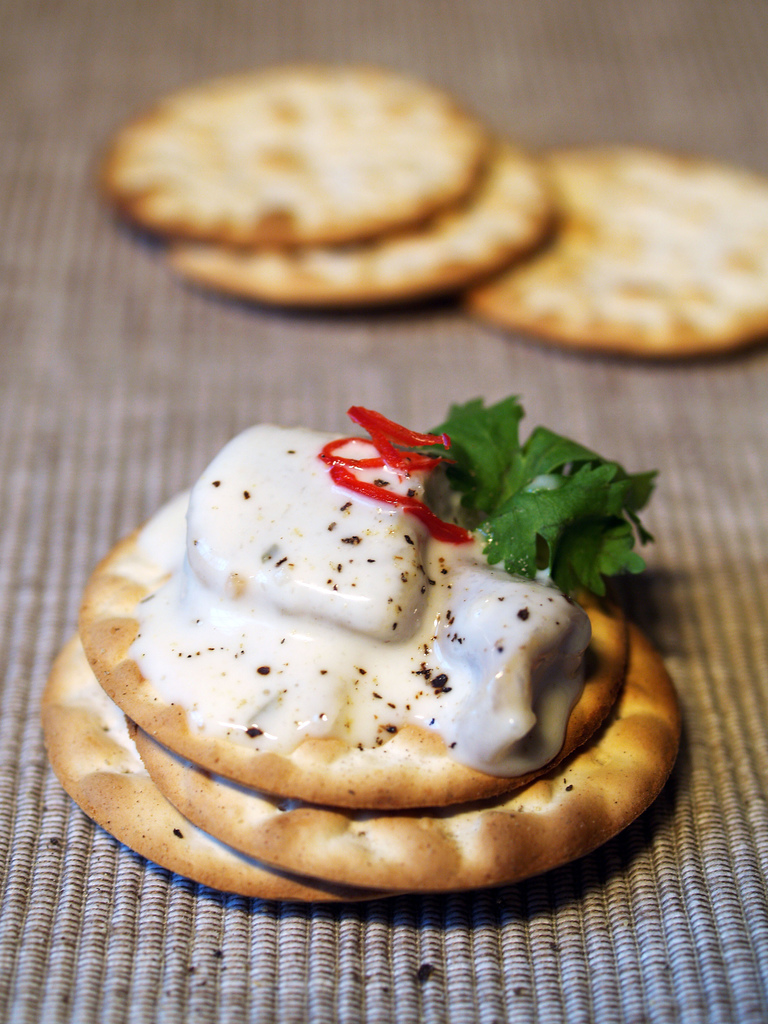
Bolachas tipo cracker.

Bolacha é um bolo chato e seco de farinha de diversas formas e tamanhos. Pode ser consumida de diversas maneiras, doce, com recheios, salgada ou acompanhada de especiarias e/ou patês.

## Origem
O termo bolacha deriva da fusão de bolo (bulla, objeto esférico em latim) com o sufixo diminutivo "acha". A primeira ocorrência encontrada do termo na língua portuguesa deu-se em 1543.
A palavra holandesa "koekje", que tem o mesmo significado e deu origem aos termos "cookie" e "cracker", surgiu pela primeira vez em 1703. Em 1840, existiam somente duas versões de bolachas, e atualmente existem aproximadamente duzentos tipos diferentes espalhados pelo mundo. Mas o confeccionamento profissional do alimento surgiu no Século VII a.C.. entre os persas.

## No Brasil
Segundo a Agência Nacional de Vigilância Sanitária do país, a ANVISA, tanto biscoitos como bolachas podem se referir ao mesmo alimento. Ambos são produtos derivados da farinha, com a possibilidade de apresentarem coberturas, recheios, formatos e texturas diversas.
Embora em Portugal o termo "bolacha" seja o usado, no Brasil há uma grande discussão sobre o uso correto entre o termo bolacha e biscoito. Tipicamente, a bolacha seria o equivalente ao inglês norte-americano cookie e ao holandês koekje (massa achatada, em qualquer formato), enquanto o biscoito, que significa "cozido duas vezes" em latim (biscoctus), tem atualmente uso generalizado em alguns estados.
Estados como São Paulo, Rio Grande do Sul, Paraná, Santa Catarina, e Amapá, predomina o uso generalizado de bolacha, enquanto estados como Pernambuco, Espírito Santo, Rio de Janeiro, Bahia e Ceará em sua maioria generalizam o termo biscoito. No estado de Minas Gerais há ainda uma divisão regional, sendo o termo bolacha preferido no Triângulo, no Norte e no Sul e o termo biscoito nas demais regiões
O país é extremamente dividido no uso de ambos os termos, chegando a ser alvo de rivalidade o uso de uma ou outra forma. Cerca de 110,3 milhões de pessoas do país, levando em conta a população por estados, usa o termo bolacha, enquanto cerca de 99,1 milhões de pessoas se referem ao alimento pelo termo biscoito. Em um levantamento feito pelo site de tecnologia TechTudo, levando em conta qual termo é mais buscado na internet, o termo bolacha é mais buscado em sites de mecanismos de busca, como o Google, apenas na região Sul do Brasil.
O Brasil é o quarto maior produtor de bolachas do mundo. Em 2015, mais de 1,228 milhão de toneladas foram produzidas e cerca de 39 mil toneladas foram exportadas. Os principais países de destino das exportações são Estados Unidos, Paraguai, Uruguai e Angola. Juntos, são responsáveis por aproximadamente 29 mil toneladas dos 52 mil totais. Importando, por sua vez, da Alemanha, Polônia, Itália, Bulgária e Argentina.